# Stonkubi
De stonkubi (Stellifer microps) is een straalvinnige vissensoort uit de familie van ombervissen (Sciaenidae). De wetenschappelijke naam van de soort is voor het eerst geldig gepubliceerd in 1864 door Steindachner.
De vis wordt in zeer grote aantallen in de kustwateren van Suriname aangetroffen.